# 五家户站
五家户站是位于吉林省白城市洮北区平台镇东五村的一个铁路车站，邮政编码137001。车站建于1931年，有白阿铁路经过该站，现仅办理货运，不办理客运。车站距离白城站15公里，隶属沈阳铁路局，是四等站。